# Шпалоподбойка

Шпалоподбойка

Шпалоподбойка — путевой инструмент для уплотнения (подбивки) балласта под шпалами. Применяется на железнодорожном транспорте при строительстве, ремонте и текущем содержании железнодорожного пути.

## История появления
До начала XX века для уплотнения балласта пользовались ручными деревянными маховыми и торцевыми подбойками, а также штопками. В 1930-е годы начали применять пневматические шпалоподбойки, а затем электрические — ЭШП (в 1950-е годы в СССР был налажен их серийный выпуск).

## Принцип работы
Электрический привод шпалоподбойки снабжён дебалансным вибратором ненаправленного действия. Работа ЭШП основана на использовании колебательных движений подбойника, уплотняющего балласт под шпалами. Необходимая для создания колебательного движения возмущающая сила возникает в результате вращения вала ротора электродвигателя с дебалансом.  Создание шпалоподбоек, работающих на частоте 200 Гц, позволяет увеличить производительность труда на 10—20 процентов за счёт снижения вибрационного воздействия на рабочего и уменьшения массы инструмента до 15 килограмм.

## Технические характеристики
- мощность электродвигателя 0,37 кВт
- рабочая частота 50 Гц
- масса — 19 килограмм